# Rosa Cândida de Noronha
Rosa Cândida de Noronha (Ilha Terceira, Açores, 31 de Maio de 1802 -?) foi morgada por casamento e administradora com o seu marido dos vínculos dos seus antepassados. Foi grande proprietária na ilha de São Jorge, concelho da Calheta, na Fajã de São João, nas freguesias de Santo Antão e Queimada onde produzia o vinho Verdelho e Terrantez que era exportado da ilha de S. Jorge para Portugal continental e Inglaterra.

## Relações familiares
foi filha de Pedro Homem Pimentel de Noronha e D. Ana Vitorina Narcisa Machado.
Casou com Joaquim Izidoro da Silveira Machado, natural da ilha de São Jorge e senhor de um morgado que erdou de seus pais. Deste matrimónio resultou: 
1. João Inácio de Bettencourt Noronha (São Jorge, 9 de Fevereiro, 1820 - 8 de Janeiro de 1908). Foi senhor de um morgado que herdou de seu pai. Foi grande proprietário de terras na ilha de São Jorge, concelho da Calheta. Viveu no seu solar, na Quinta de Villa Maria na freguesia de São Pedro, Angra do Heroísmo. Sucedeu ao seu pai no dito morgado. Casou com D. Maria José do Coração de Jesus.